# Frappé

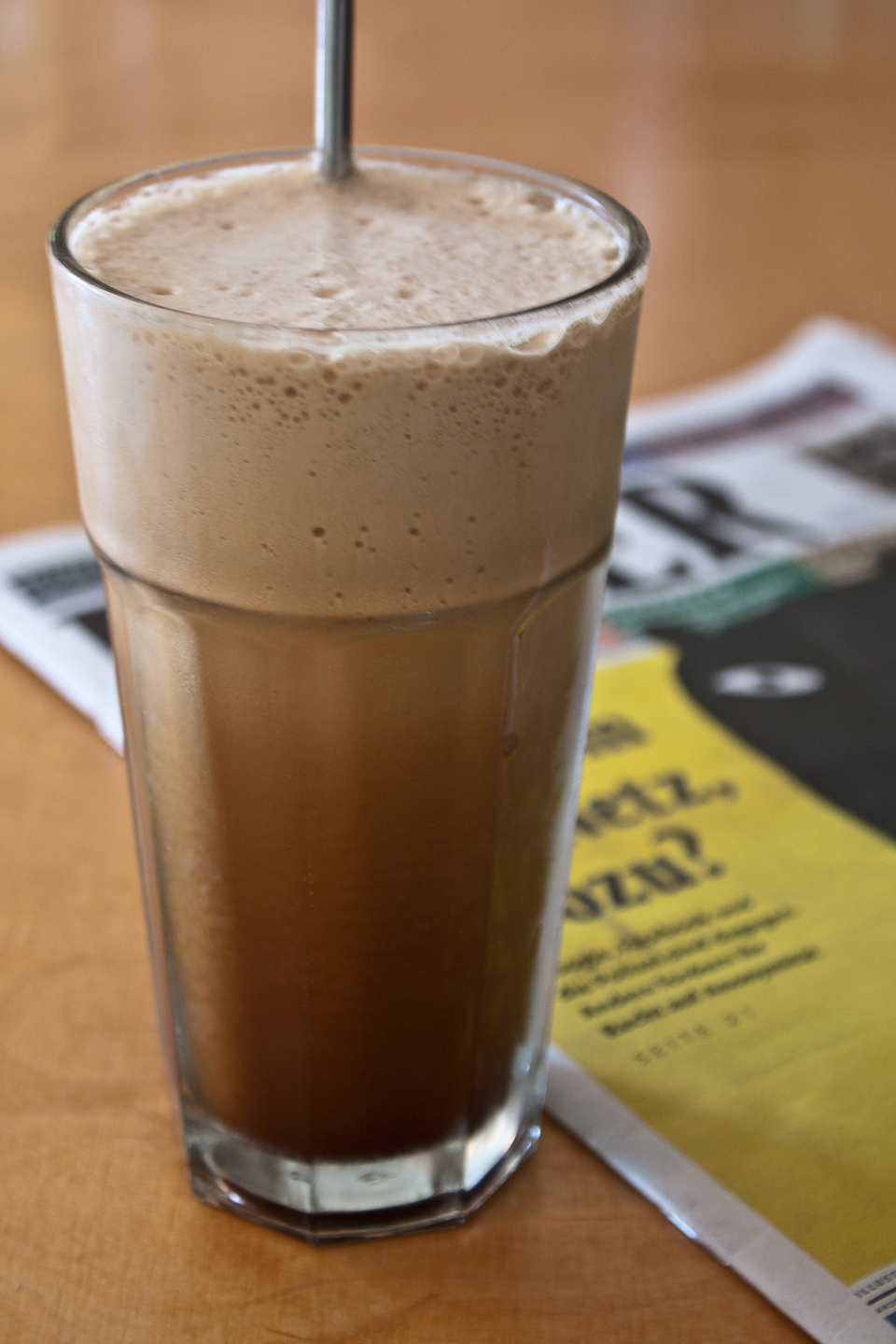
Sposób podania kawy

Frappé (kawa frappé; gr. καφές φραπέ – kawa mrożona) – napój kawowy, sporządzany na bazie kawy rozpuszczalnej, lodu i mleka. Została wymyślona przez przypadek w Grecji, przez pracownika Nestlé, który – nie mając dostępu do gorącej wody – wsypał kawę do zimnej wody i przelewał między szklankami aż do powstania piany. Bardzo podobnym napojem do kawy frappé jest cold brew nazywane „kawowym orzeźwieniem”.